# Royal Academy of Dramatic Art

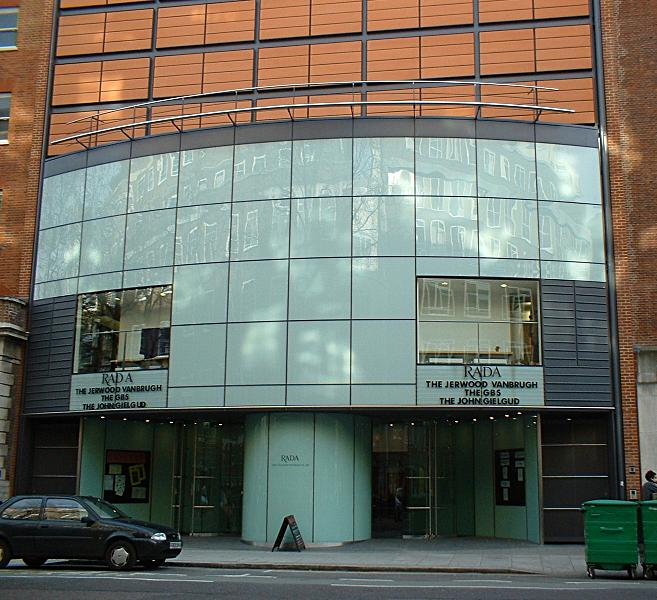
RADA Theater-Gebäude (Jerwood Vanbrugh Theatre, John Gielgud Theatre, und The GBS Theatre), in der Malet Street London

Die Royal Academy of Dramatic Art (RADA) ist eine traditionsreiche Londoner Schauspielschule, die viele namhafte britische Schauspieler ausgebildet hat.

## Geschichte
Gegründet wurde die Royal Academy of Dramatic Art (RADA) im Jahr 1904 vom englischen Schauspieler und Theatermanager Sir Herbert Beerbohm Tree.
Zu ihren geschäftsführenden Leitern gehörten im Laufe der Zeit Sir Johnston Forbes-Robertson, Sir Arthur Wing Pinero, Sir James Barrie, W.S. Gilbert, Irene Vanbrugh und George Bernard Shaw. Shaw hinterließ der Schauspielschule 1950 ein Drittel seiner Lizenzen. So profitiert die Schule zum Beispiel von der Lizenz für den Film My Fair Lady (1964). Seit 2001 ist sie Gründungsmitglied des Conservatoire for Dance & Drama.
Die RADA ist eine anspruchsvolle Schauspielschule in Großbritannien. Sie nimmt pro Jahr nur 32 neue Studenten zur Schauspielausbildung an und maximal vier Regie-Studenten (bis 2014). Für die Schauspielausbildung verlangt RADA keinen Schulabschluss und vergibt diese Plätze ausschließlich aufgrund eines erfolgreichen Vorsprechens. Die Verwaltung der Academy obliegt dem King’s College London.
Von 2004 bis zu seinem Tod im August 2014 war Lord Richard Attenborough der Präsident der Schule. Ihm folgte im Jahre 2015 der Schauspieler Kenneth Branagh., der 2024 von David Harewood abgelöst wurde. Als Schulleiterin der RADA fungiert gegenwärtig Niamh Dowling.

## Aufnahmeverfahren
Der BA Acting course (Schauspiel-Bachelor) ist ein Studiengang der Royal Academy of Dramatic Art mit einem hohen Renommee. Jedes Jahr bewerben sich ca. drei- bis viertausend Personen für 32 bis 40 zu vergebene Studienplätze. Das Aufnahmeverfahren umfasst vier Abschnitte:
1. Preliminary Audition (Vorauswahl)
2. Recall Audition (zweite Vorauswahl)
3. Short Workshop (kurzer Abendworkshop)
4. Workshop Day

Das Aufnahmeverfahren fängt im Oktober des Vorjahres an (Ausschlussfrist ist der 1. März des Folgejahres). Der Studienbeginn ist nur zum Wintersemester möglich.

## Bekannte Absolventen(Auswahl)
- Joseph Quinn
- Marisa Abela
- Robert Addie
- Mark Addy
- Ebrahim Alkazi
- Gemma Arterton
- Richard Attenborough
- David Bamber
- Lynsey Baxter
- Sean Bean
- Eve Best
- Kenneth Branagh
- Anita Briem
- Andrew Buchan
- Jessie Buckley
- Alfred Burke
- Tom Burke
- Ken Campbell
- Jessica Capshaw
- Caroline Catz
- Nicholas Clay
- Joan Collins
- Anne Crawford
- Ben Cross
- Jon Cryer
- Timothy Dalton
- David Dawson
- Peter Dinklage
- James Dreyfus
- Faye Dunaway
- Taron Egerton
- Cynthia Erivo
- Trevor Eve
- O. T. Fagbenle
- Mark Feuerstein
- Ralph Fiennes
- Frank Finlay
- Albert Finney
- Lillian Fontaine
- Laurence Fox
- Phoebe Fox
- Talitha Getty
- John Gielgud
- Peter Gilmore
- Iain Glen
- Ioan Gruffudd
- Maggie Gyllenhaal
- Sheila Hancock
- Richard Harris
- Rosemary Harris
- Olivia de Havilland
- Sally Hawkins
- Tom Hiddleston
- Ciarán Hinds
- Ian Holm
- Edward Hogg
- Anthony Hopkins
- Trevor Howard
- Gerran Howell
- Morena Hummel
- John Hurt
- Jonathan Hyde
- Allison Janney
- Marianne Jean-Baptiste
- Ursula Jeans
- Richard Johnson
- Katherine Kelly
- Roy Kinnear
- Charles Laughton
- Mike Leigh
- Vivien Leigh
- Anton Lesser
- Andrew Lincoln
- Robert Lindsay
- Richard Lintern
- Larry Linville
- Joan Littlewood
- Matthew Macfadyen
- Ashley Madekwe
- Stephen Mangan
- Stefanie Martini
- Daniel Mays
- Gugu Mbatha-Raw
- Richard McCabe
- David McCallum
- Geraldine McEwan
- Joshua McGuire
- Janet McTeer
- Tobias Menzies
- Tom Mison
- Donald Moffat
- Roger Moore
- Pauline Moran
- Michael Moriarty
- Robert Morley
- George Murcell
- Alan Napier
- Dean Norris
- Sophie Okonedo
- Gary Oldman
- Peter O’Toole
- Clive Owen
- Joanna Page
- Harold Pinter
- Eline Powell
- Margaret Qualley
- Jessica Raine
- Claude Rains
- Molly Rankin
- Adrian Rawlins
- Robert Reed
- Matthew Rhys
- John Rhys-Davies
- Alan Rickman
- Diana Rigg
- Sam Riley
- Andrea Riseborough
- Ukweli Roach
- Patricia Roc
- Angela Roy
- Mark Rylance
- Benjamin Sadler
- Liev Schreiber
- Fiona Shaw
- Robert Shaw
- Sebastian Shaw
- Michael Sheen
- Edward de Souza
- John Steiner
- Jeremy Strong
- Imogen Stubbs
- Donald Sutherland
- Sylvia Syms
- Torin Thatcher
- Abigail Thaw
- John Thaw
- Harry Treadaway
- Indira Varma
- Selma Vaz Dias
- Sara Vickers
- Phoebe Waller-Bridge
- David Warbeck
- Tom Wilkinson
- Ben Whishaw
- Lydia Wilson
- Susan Wokoma
- Aimee Lou Wood
- Albie Woodington
- Edward Woodward
- Owain Yeoman
- Susannah York